# Первоцвіт високий
Первоцвіт високий (Primula elatior) — вид трав'янистих рослин родини первоцвітові (Primulaceae), поширений у помірній і субтропічній Європі й помірній Азії. Етимологія: лат. elatus — «високий», лат. ior — суфікс вищого ступеня порівняння.

## Опис
Багаторічна рослина 15–40 см заввишки. Листки яйцеподібні, еліптичні, довгі або округлі, різко звужені в крилатий черешок, городчато-дрібнозубчасті, зверху — слабо, знизу більше опушені, разом з черешком досягають 5–20 см завдовжки. Стебло безлисте, волохате. Суцвіття — щільний, однобокий, 10–30-квітковий зонтик. Вінчик воронкоподібний, блідо-жовтий, шириною 15–25 мм, 5-дольний. Чашечка циліндрично-вузько-дзвіноподібна, щетиниста; частки чашечки зелені, між частками жовтуваті. Тичинок 5. Плід — циліндрична, 5-клапанна, завдовжки 11–15 мм коробочка.

## Поширення
Європа: Данія, Швеція (пд.), Велика Британія (сх. Англія), Австрія, Бельгія, Чехія, Німеччина, Угорщина, Нідерланди, Польща, Словаччина, Швейцарія, Естонія, Литва, Росія, Україна (вкл. Крим), Албанія, Болгарія, Хорватія, Італія, Македонія, Румунія, Сербія, Словенія, Франція, Іспанія, Андорра; Азія: Іран (пн.), Туреччина (сх.), Вірменія, Азербайджан, Грузія, Сибір. Населяє сади, парки, береги. Культивується як декоративна.
В Україні зростає в лісах, на узліссях, у чагарниках — на Прикарпатті та в Карпатах, звичайний; в зх. Лісостепу, зрідка (Тернопільська і Хмельницька обл., на сході заходиться до населених пунктів Сатанова і Ярмолинців по р. Збруч). Входить у переліки видів, які перебувають під загрозою зникнення на територіях Вінницької, Волинської, Житомирської, Київської, Рівненської, Хмельницької областей.